# Asteroschema bidwillae
Asteroschema bidwillae är en ormstjärneart som beskrevs av McKnight 2000. Asteroschema bidwillae ingår i släktet Asteroschema och familjen Asteroschematidae. Inga underarter finns listade i Catalogue of Life.